# Twilight (Leona Lewis)
Twilight (Il crepuscolo in inglese) è un album demo della cantante britannica Leona Lewis, inciso nel 2004 per la Spiral Music ma mai pubblicato.

## Il disco
L'album, registrato per una casa discografica di Fulham, la Spiral Music, due anni prima della vittoria al reality show The X Factor, contiene 12 canzoni, 10 delle quali scritte dalla stessa Leona, rese disponibili su internet, sebbene il CD non fosse stato mai reso disponibile fisicamente per essere acquistato o scaricato.
La Lewis, durante un'intervista con Colin Murray, eseguì dal vivo alcune canzoni tratte da Twilight, precisamente Paradise, Twilight e Learn to love. Nella stessa intervista, Leona Lewis disse di avere composto alcuni dei brani all'età di 12 anni.

## Tracce
Tutte le canzoni sono state scritte da Leona Lewis, eccetto How Many Times e I Can't Help It
1. Paradise
2. Twilight
3. Wings
4. Words
5. Fascinated
6. Baby Girl
7. Could You Be the One
8. How Many Times
9. I Can't Help It
10. Learn to Love You
11. So Deep
12. It's All for You

## Singoli
- It's All for You